# Myotis thysanodes
Myotis thysanodes is een zoogdier uit de familie van de gladneuzen (Vespertilionidae). De wetenschappelijke naam van de soort werd voor het eerst geldig gepubliceerd door Miller in 1897.

## Voorkomen
De soort komt voor in Canada, Mexico en de Verenigde Staten.